# You're the Best Thing
You're the Best Thing es una canción del año 1984 lanzada por la banda británica Style Council Fue compuesta por Paul Weller, y grabada por Weller's own studio Solid Bond Studios. Es el segundo sencillo del álbum Café Bleu (1984). Estuvo dentro del US Billboard Hot 100, en la posición 76 durante 5 semanas, entre julio y agosto de 1984.
La versión sencilla de 7 pulgadas de la canción agrega un solo de saxofón que no está presente en la versión original del álbum. Algunas ediciones del álbum My Ever Changing Moods en EE. UU. presentan esta versión sencilla en lugar de la versión del álbum completo que apareció en todas las ediciones de Café Bleu .
En el Reino Unido y Australia, la canción se lanzó como sencillo de doble cara A con "The Big Boss Groove". En el Reino Unido fue oficialmente un EP titulado Groovin' . Versiones editadas de ambas canciones aparecieron en el lanzamiento de 7 pulgadas.

## Apariciones en compilaciones
Además del lanzamiento como sencillo de la canción, esta ha aparecido en varios álbumes recopilatorios lanzados por The Style Council. La canción fue incluida en The Singular Adventures of The Style Council, The Complete Adventures of The Style Council y Greatest Hits .
| Gráfico (1984)                                                | Cima posición |
| ------------------------------------------------------------- | ------------- |
| Australia ( Informe musical de Kent )                         | 17            |
| Lista canadiense Hot 100                                      | 97            |
| Lista de singles irlandeses                                   | 5             |
| Nueva Zelanda ( Música grabada de Nueva Zelanda )             | 7             |
| Lista de sencillos del Reino Unido                            | 5             |
| Billboard Hot 100 de EE. UU                                   | 76            |
| Billboard estadounidense de música contemporánea para adultos | 31            |

| Gráfico (1984)                      | Posición |
| ----------------------------------- | -------- |
| Australia (Informe musical de Kent) | 92       |
| Reino Unido (Gallup)                | 92       |